# Isidor Bajić
Isidor Bajić, srbski dirigent, glasbeni teoretik in skladatelj, * 16. avgust 1878, Kula, Vojvodina, † 15. september 1915, Novi Sad, Vojvodina.
Njegovo najbolj poznano delo je opera v enem dejanju Knez Ivo od Semberije, uprizorjena leta 1911 v Beogradu.